# Поснова Ірина Михайлівна
Ірина Михайлівна Поснова (рос. Ирина Михайловна Поснова) (9 серпня 1914, Київ — 18 грудня 1997, Брюссель) — засновниця католицького видавництва «Жизнь с Богом» і однойменного екуменічного журналу. Видатний діяч російського католицтва XX століття в еміграції, учасник Російського апостолату в Зарубіжжі, доктор філології.

## Біографія
Народилася в 1914 році в Києві в родині православного історика церкви і професора Київської духовної академії М. Е. Поснова.
Разом з родиною емігрувала до Болгарії, вчилася в російській гімназії в Софії. Потім переїхала до Бельгії, закінчила філологічний факультет Лувенського католицького університету, де в цей час духівником для російських студентів і настоятелем домового храму при гуртожитку був священник Дмитро Кузьмін-Караваєв. Захистила докторську дисертацію з класичної філології. У цей період багато займалася історико-богословськими проблемами, в результаті богословських пошуків перейшла в Католицьку церкву. Після закінчення університету викладала грецьку мову в ряді навчальних закладів.
Під час Другої Світової війни присвятила себе допомозі радянським полоненим і переміщеним особам, які працювали на шахтах в Лімбурзі, а після закінчення війни допомагала біженцям з СРСР, які залишилися в Бельгії.
У 1945 році І. М. Поснова заснувала в Брюсселі видавництво «Життя з Богом», яке видавало книги християнського змісту російською мовою. Головною метою видавництва був випуск православної і католицької літератури для потреб російської еміграції, а також для нелегального поширення на території СРСР. Поснова сама брала активну участь в організації нелегального ввезення релігійної літератури в СРСР в дипломатичному багажі та подальшого її поширення. Діяльність видавництва проходила в дусі християнського екуменізму.
З того ж 1945 разом з православним священиком Валентом Роменським почала видавати журнал з однойменною назвою «Життя з Богом». З 1951 року редагувала журнал «Російський католицький вісник», пізніше перейменований в «Росія і Вселенська Церква», а з 1971 року носив назву «Логос».
У 1954 році в Брюсселі було організовано католицьку парафію візантійського обряду, при якому були організовані будинкова Благовіщенська церква і духовно-просвітницький центр, з якими стало активно співпрацювати видавництво «Життя з Богом». У 1958 році в Брюсселі проходила Всесвітня виставка, де радянський павільйон виявився поруч з ватиканським. За пропозицією Ірини Поснової в павільйоні був влаштований спеціальний відділ, де всім бажаючим радянським туристам безкоштовно давали Євангеліє і православний молитвослов. З 1967 року Поснова вела релігійні програми російською мовою «Світ і світло життя» на хвилях радіо Монте-Карло і «Альфа і Омега» на бельгійському державному радіо. З 1969 року видавництво «Життя з Богом» активно друкувало роботи священика Олександра Меня.
У грудні 1997 після тривалої хвороби Ірина Поснова померла в Бельгії.

## Видавнича діяльність
Всього «Життя з Богом» випустило близько 160 видань духовної літератури російською мовою загальним тиражем понад 2 мільйони примірників. Брюссельське видавництво було головним джерелом релігійної літератури для віруючих в умовах гонінь на релігію в СРСР. Найбільш відомими виданнями були:
- «Брюссельська Біблія», видавництво синодального перекладу Старого і Нового Завітів з паралельними місцями та з коментарями о. Олександра Меня.
- Новий Завіт з коментарями
- о. Олександр Мень, «Сын Человеческий» (надрукований під псевдонімом «Андрей Боголюбов»)
- о. Олександр Мень, «В поисках пути, истины и жизни», 6 томів (надрукований під псевдонімом «Эммануил Светлов»)
- Молитвослов кишенькового формату «Жизнь с Богом»
- «Квіточки Св. Франциска Ассизького»
- святитель Феофан Самітник, «Путь ко спасению»
- Св. праведний Іоанн Кронштадтський, «Моя жизнь с Богом»
- збірка творів Володимира Соловйова
- збірка творів Вячеслава Іванова
- М. Е. Поснов, «История Христианской Церкви»